# Strike the Ground
Strike the Ground – pierwszy album projektu Ice Ages, wydany w 1997 roku przez wytwórnię M.O.S. Records.
Autorem tekstów jest Raymond Wells z Pazuzu.

## Lista utworów
1. A Dream As Real As Darkness (Part I) - 2:45
2. A Dream As Real As Darkness (Part II) - 2:28
3. Strike the Ground - 7:37
4. Time of Dawn - 5:05
5. Endless Circle - 3:25
6. Shrink to Nothing - 4:20
7. Almost Invincible - 6:32
8. Trapped and Scared - 7:36
9. Dead But Wide Awake - 3:50
10. Darkened World - 6:23
11. Transparent Dreams - 6:48
12. Eternal Sleep - 4:44